# Phantom Blue
Le Phantom Blue sono state un gruppo heavy metal californiano. L'unico membro presente in tutti i loro dischi fu la batterista Linda McDonald. Sono state spesso etichettate come gruppo hair metal per via del loro look, ma la loro musica è definita un heavy metal dalle tinte speed e neoclassical.

## Storia del gruppo
Si formarono a Hollywood (California) nel 1987.
Dopo aver registrato un demo autoprodotto, firmarono un contratto con la Shrapnel Records. Nel 1989 esce il loro debutto omonimo, che ebbe un buon successo e fu prodotto con la collaborazione del chitarrista Marty Friedman.
Anche se le Phantom Blue non rinnovarono il contratto con la Shrapnel, anche grazie all'intensa e proficua attività concertistica, la Capitol Records offrirà loro un contratto, ma la band preferì firmare per la Geffen Records, la quale produsse nel 1993 il loro secondo album, Built to Perform. L'anno successivo le Phantom Blue partirono per un tour europeo.
I continui cambi di formazione tormentarono il gruppo (solamente con la batterista Linda McDonald, unico membro fisso, a cercare di mantenere in vita la band), che riuscì a pubblicare un terzo disco, Prime Cuts and Glazed Donuts nel 1995 (allegato con una rivista a fumetti del quintetto). Nel 1997 uscì il loro primo disco dal vivo, Caught Live, e nel 1998 un EP intitolato Full Blown.
Dopo lo scioglimento, tutte le componenti sparirono dalla scena musicale, con qualche eccezione. La bassista Kim Nielsen divenne una richiesta turnista, la chitarrista Michelle Meldrum formò la sua band omonima, le Meldrum, e sposò John Norum, chitarrista degli Europe, mentre la batterista Linda McDonald suonò in una cover band degli Iron Maiden denominata "The Iron Maidens", e ha suonato nel disco dell'aprile 2007 delle Meldrum.
Nel 2008 Michelle Meldrum è morta a causa di un grave male al cervello. Il 26 maggio 2009 la band si riunì per il Michelle Meldrum Memorial Concert tenutosi al Whisky a Go Go, West Hollywood, a cui parteciparono solo Hangach, Wood, Marsh, Nielsen e McDonald; per l'occasione suonò con loro Courtney Cox delle Iron Maidens.

## Formazione

### Ultima
- Jeannine St. Clair – voce (2000 - 2001)
- Josephine Soegijanty – chitarra solista (1996 - 2001)
- Sara Marsh – chitarra ritmica (2000 - 2001)
- Amy Tung – basso (1999 - 2001)
- Linda McDonald – batteria (1987 - 2001)

### Altri componenti
- Debra Armstrong – basso (1987 - 1988)
- Nicole Couch – chitarra ritmica (1987 - 1993)
- Kim Nielsen – basso (1988 - 1994)
- Michelle Meldrum – chitarra solista (1987 - 1996)
- Rana Ross – basso (1994 - 1996)
- Dyna Shirasaki – basso (1996 - 1997)
- Gigi Hangach – voce (1987 - 1998)
- Mary Jo Godges – basso (1997 - 1999)
- Lucienne Thomas – voce (1998 - 2000)
- Tina Wood – chitarra ritmica (1993 - 2000)

### Formazione alMichelle Meldrum Memorial Concert
- Gigi Hangach – voce
- Sara Marsh – chitarra solista
- Tina Wood – chitarra ritmica
- Courtney Cox – chitarra ritmica
- Kim Nielsen – basso
- Linda McDonald – batteria

## Discografia

### Album in studio
- 1989 – Phantom Blue
- 1993 – Built to Perform
- 1995 – Prime Cuts & Glazed Donuts

### Album dal vivo
- 1997 – Caught Live

### EP
- 1998 – Full Blown